# A Toll
A Toll magyar radikális reformer szellemű, a népi-urbánus vitában az urbánus oldalon álló, neves munkatársakkal működő, igényes hetilap volt, alacsony példányszámmal 1929–1938 közt.

## Bemutatása
Az 1930-as években az új társadalmi, irodalmi törekvéseknek a Nyugat mellett meginduló lapok adtak teret. Az 1929 és 1938 közt megjelenő A Toll, amelyet 1929-ben Ignotus Pál indított, s amelynek 1929–30-ban Zsolt Béla (1895–1949), a neves radikális újságíró volt a főszerkesztője, „a szellem megszégyenítő fegyverletétele ellen” indított harcot. 
Minden aktuális társadalmi, politikai, művelődési kérdéshez hozzászólt a lap: élénk, vitatkozó stílusa, hatásos érvelése kedveltté tette városi polgári olvasói körében. Rövid fennállása alatt vitái (az ún. ankétok) nagy feltűnést keltettek, ezek egyike volt az Ady-revízió. Ebben Kosztolányi Dezső például alapos és igaztalan érvekkel bizonyította benne, hogy Ady Endre mennyire nem tudott – szerinte – verselni. 
Munkatársai közé tartozott Nagy Lajos, Karinthy Frigyes, Márai Sándor, Kosztolányi Dezső, Zilahy Lajos, Somlyó Zoltán, József Attila, Bálint György, Németh Andor, Sárközi György, Vámbéry Rusztem, Fejtő Ferenc, Ignotus Pál. 
A szélsőjobboldal megerősödésével párhuzamosan A Toll 1938-ban véglegesen megszűnt.